# 리아 디존
리아 디존(Leah Dizon, 1986년 9월 24일 - )은 미국 네바다주 라스베이거스 출신으로 일본에서 활동하는 연예인이다. 가족은 필리핀인 아버지 프랑스인 어머니이다.

## 음반 목록

### 싱글
1. Softly (2007년)
2. 코이시요♪ (2007년)
3. L·O·V·E U (2008년)
4. Love Paradox (2008년)
5. Vanilla (2008년)

### 정규 음반
1. Destiny Line (2007년)
2. Communication!!! (2008년)

## 출연
- NHK 홍백가합전 (2007년)

## 같이 보기
- 마기본